# Brassens et la Bretagne
Brassens et la Bretagne  est un album de récits biographiques et de photographies écrit par le journaliste Pierre Berruer, sur les séjours du chanteur Georges Brassens en Bretagne. 

Pierre Berruer a reçu en 1986 le Prix Georges-Brassens pour son roman Le bon Dieu n'a pas d'oreilles.

## Présentation générale

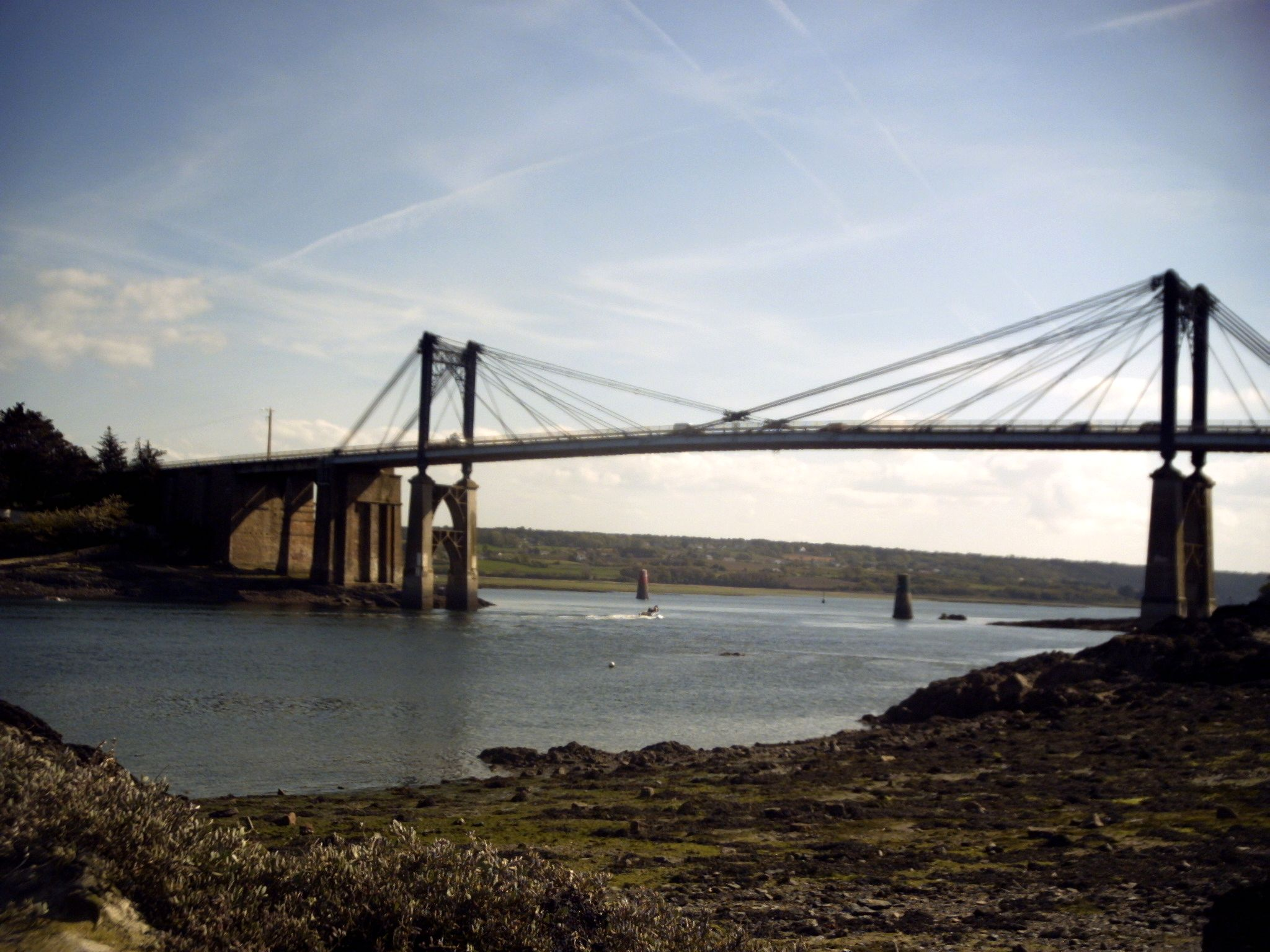
Pont de Lézardrieux

L'arrivée de Georges Brassens en Bretagne, à Lézardrieux plus exactement, près de Paimpol, est due aux origines bretonnes de Jeanne, celle de la chanson et de La cane de Jeanne chez qui il vécut tant d'années à Paris dans la petite maison de l'impasse Florimont.
Brassens était d'abord allé dans la famille de Jeanne (née Le Bonniec) puis il avait fini par acquérir cette maison située sur les bords du Trieux tout à côté du port de plaisance, tout près de la mer où il vint chaque été pratiquement jusqu'à la fin, se liant d'amitié avec le neveu de Jeanne et étant aussi plus tranquille qu'à Sète où il ne trouvait guère la sérénité pour se reposer et penser à ses prochaines compositions.
Pierre Berruer, déjà auteur d'une superbe biographie du chanteur, Georges Brassens, la marguerite et le chrysanthème, a conçu cette fois un album grand format illustré de nombreuses photographies personnelles de Brassens et de ses visiteurs dans sa maison de Kerflandry, montrant ainsi l'attachement de Brassens à la Bretagne.
L'album est complété par des textes de personnalités qui l'ont bien connu telles Pierre Tchernia, Marcel Amont ou Fred Mella et de l'écrivain Louis Nucéra qui a également publié un livre sur son ami Brassens intitulé Brassens, délit d'amitié (éditions L'Archipel en octobre 2001).